# Пелам (Онтарио)
Пелам (енгл. Pelham) је градић у Канади у покрајини Онтарио. Према резултатима пописа 2011. у граду је живело 16.598 становника.

## Становништво
Према резултатима пописа становништва из 2011. у граду је живело 16.598 становника, што је за 2,7% више у односу на попис из 2006. када је регистровано 16.155 житеља.
| 2006.  | 2011.  |
| ------ | ------ |
| 16.155 | 16.598 |